# Egzorcysta (film)
Egzorcysta (ang. The Exorcist) – amerykański horror w reżyserii Williama Friedkina z 1973. Scenariusz William Peter Blatty zaadaptował na podstawie własnej powieści z 1971. Fabułę oparto na głośnej historii rzekomego opętania kilkunastoletniego chłopca, które miało miejsce w stanie Iowa w 1949 roku.
W rolach głównych wystąpili Ellen Burstyn, Max von Sydow, Jason Miller i Linda Blair. Egzorcysta uznawany jest za jeden z najlepszych filmów grozy w historii kina.
W Polsce film był objęty cenzurą aż do upadku komunizmu. W 1990 roku, przedsiębiorstwo ITI Home Video wydało film na kasetach VHS.

## Fabuła
12-letnia dziewczynka o imieniu Regan zaczyna bawić się spirytystyczną tabliczką ouija i nawiązuje kontakt z bytem przedstawiającym się jako Kapitan Howdy. Wkrótce w jej otoczeniu dochodzi do paranormalnych zjawisk, a dziewczynka przejawia objawy pełnego opętania. Ponieważ lekarze są bezradni, a opętaniu dziewczynki towarzyszą zjawiska paranormalne, jej matka prosi o pomoc księdza Karrasa, który stwierdza opętanie diabelskie. O pomoc zostaje poproszony także ojciec Merrin, który zostaje wskazany do odprawienia egzorcyzmów. Rozpoczyna się pojedynek z siłami ciemności.

## Obsada
Opracowano na podstawie materiału źródłowego:
- Jason Miller jako ojciec Damien Karras
- Ellen Burstyn jako Chris MacNeil
- Max von Sydow jako ojciec Lankester Merrin
- Lee J. Cobb jako detektyw William F. Kinderman
- Linda Blair jako Regan MacNeil
- Kitty Winn jako Sharon Spencer
- Jack MacGowran jako Burke Dennings
- Mercedes McCambridge jako demon Pazuzu (głos)

## Powiązania z innymi filmami
- Egzorcysta II: Heretyk (1977) – sequel filmu
- Egzorcysta III (1990) – kontynuacja Egzorcysty II
- Egzorcysta: Początek (2004) – prequel filmu
- Dominion: Prequel to the Exorcist (2005) – prequel filmu
- Egzorcysta 2½ (1990) - parodia filmu